# Trnovo (Chorwacja)
Trnovo – wieś w Chorwacji, w żupanii karlowackiej, w gminie Generalski Stol. W 2011 roku liczyła 13 mieszkańców.